# Euryglossa hardyi
Euryglossa hardyi är en biart som beskrevs av Exley 1976. Euryglossa hardyi ingår i släktet Euryglossa och familjen korttungebin. Inga underarter finns listade i Catalogue of Life.

## Bildgalleri

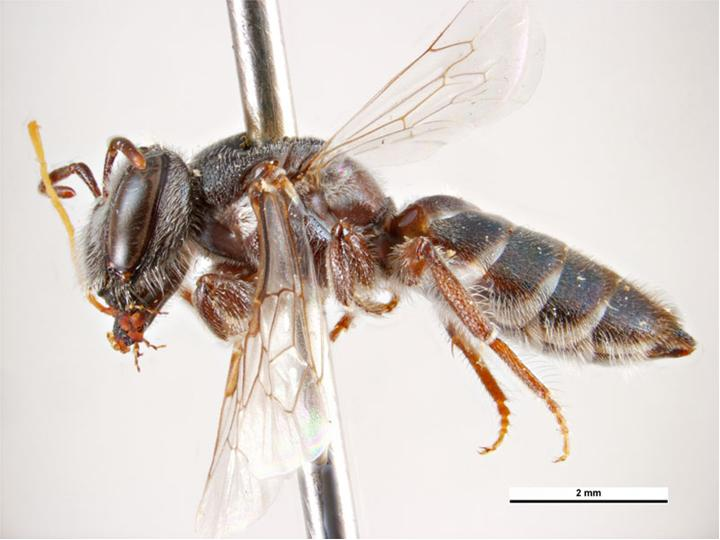